# Astroturfing

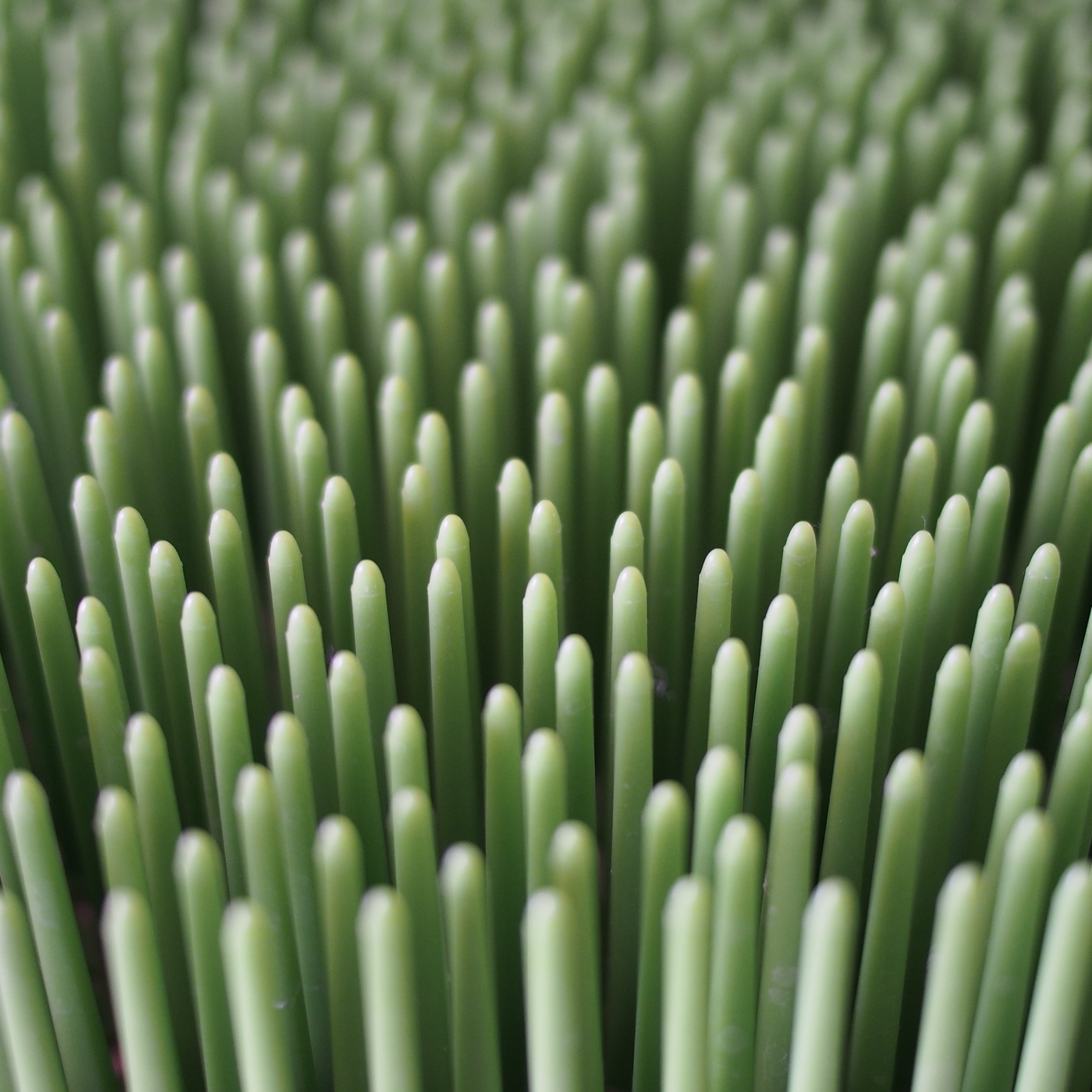
Césped artificial producido por AstroTurf, que inspiró el nombre "astroturfing" por crear una falsa impresión de apoyo de base

La estrategia de posverdad, conocida por el anglicismo astroturfing, es una campaña de relaciones públicas en el ámbito de la propaganda electoral y los anuncios comerciales que pretenden dar una impresión de espontaneidad, como nacida de un movimiento de base social. El nombre proviene de un doble juego de palabras en inglés, partiendo del concepto de grassroots (literalmente «raíz de hierba», referido a un movimiento de raíz social). Este concepto sirve para calificar a los movimientos «con base social», que surgen «de abajo», de la interacción de los miembros de una comunidad. Por otro lado, AstroTurf es una conocida marca estadounidense de césped artificial, cuyos productos están diseñados para parecer hierba natural. Así, astroturfing hace referencia a esa artificialidad, a esa falsa base social de ciertas campañas comerciales.
El objetivo de una campaña de este estilo es disfrazar las acciones de una entidad política o comercial como la reacción pública espontánea e independiente frente a otra entidad, producto, servicio, etc.
Los astroturfers (intoxicadores, cespistas) intentan orquestar para ello acciones protagonizadas por unos pocos individuos aparentemente diversos y geográficamente distribuidos, tanto a través de actuaciones explícitas como más subliminales e incluso ocultas, y que dan la impresión de multitudinarios entusiastas de una causa.
El astroturfing puede ser lanzado por un particular interesado personalmente por un asunto o por grupos profesionales organizados y financiados por grandes empresas u organizaciones activistas o sin ánimo de lucro.

## Técnicas
El uso de uno o más grupos de fachada es una técnica común del astroturfing. Estos grupos suelen presentarse como defensores del interés público, cuando en realidad trabajan en favor de un patrocinador corporativo o político.Los grupos de fachada pueden oponerse a leyes y consensos científicos que perjudiquen el negocio del patrocinador, destacando opiniones minoritarias, generando dudas y publicando contrademandas por parte de expertos patrocinados por la corporación.También se pueden crear blogs falsos que aparentan ser escritos por consumidores, pero que en realidad son gestionados por intereses comerciales o políticos.Algunos movimientos políticos han ofrecido incentivos para que miembros del público envíen cartas al editor de su periódico local, muchas veces utilizando cartas modelo que se publican de manera idéntica en docenas de periódicos.
Otra técnica es el uso de títeres de calcetín, donde una sola persona crea múltiples identidades en línea para dar la apariencia de apoyo popular. Los títeres de calcetín pueden publicar críticas positivas sobre un producto, atacar a los participantes que critican a la organización o publicar críticas y comentarios negativos sobre los competidores, bajo identidades falsas.Las empresas de astroturfing pueden pagar al personal en función de la cantidad de publicaciones que realizan que no son marcadas por los moderadores.Se puede utilizar un software de gestión de personajes para que cada publicación pagada pueda gestionar de cinco a setenta personajes convincentes en línea sin confundirlos.El astroturfing en línea con títeres de calcetín es una forma de ataque Sybil contra sistemas distribuidos. 
Las compañías farmacéuticas pueden patrocinar grupos de apoyo a pacientes y al mismo tiempo presionarlos para que ayuden a comercializar sus productos.Los blogueros que reciben productos gratuitos, viajes pagos u otros alojamientos también pueden ser considerados astroturfing si esos obsequios no se revelan al lector.Los analistas podrían ser considerados astroturfing, ya que a menudo cubren a sus propios clientes sin revelar su conexión financiera. Para evitar el astroturfing, muchas organizaciones y la prensa tienen políticas sobre obsequios, alojamientos y revelaciones.

### Intentos de detección
El software de gestión de identidades puede envejecer las cuentas y simular la actividad de asistir a una conferencia automáticamente para que sea más convincente que son genuinas.En HBGary, se les dio a los empleados memorias USB separadas que contienen cuentas en línea para identidades individuales y señales visuales para recordarles a los empleados qué identidad están usando en ese momento.
Las cartas masivas se pueden imprimir en papelería personalizada utilizando diferentes tipos de letra, colores y palabras para que parezcan personales.
Según un artículo del New York Times, la Comisión Federal de Comercio rara vez aplica sus leyes contra el astroturfing.Las operaciones se detectan con frecuencia si se reconocen sus imágenes de perfilo si se las identifica a través de los patrones de uso de sus cuentas.El grupo de Filippo Menczer en la Universidad de Indiana desarrolló un software en 2010 que detecta el astroturfing en Twitter al reconocer patrones de comportamiento.

## Debate

### Eficacia
En el libro Grassroots for Hire: Public Affairs Consultants in American Democracy, Edward Walker define el "astroturfing" como una participación pública que se percibe como fuertemente incentivada, como fraudulenta (las afirmaciones se atribuyen a quienes no hicieron tales declaraciones) o como una campaña de élite disfrazada de movimiento de masas.Aunque no todas las campañas realizadas por consultores profesionales de lobby de base cumplen con esta definición, el libro concluye que las campañas de base patrocinadas por la élite a menudo fracasan cuando no son transparentes acerca de sus fuentes de patrocinio o no logran desarrollar alianzas con grupos de interés que tienen un interés independiente en el tema. Walker destaca el caso de Working Families for Wal-Mart, en el que la falta de transparencia de la campaña llevó a su desaparición.
Un estudio publicado en el Journal of Business Ethics examinó los efectos de los sitios web operados por grupos de fachada en los estudiantes. Se descubrió que el astroturfing era eficaz para crear incertidumbre y reducir la confianza en las afirmaciones, modificando así las percepciones que tienden a favorecer los intereses comerciales detrás de la iniciativa astroturfing. El New York Times informó que las reseñas de los "consumidores" son más efectivas, porque "pretenden ser testimonios de personas reales, aunque algunas se compran y venden como todo lo demás en Internet comercial".Algunas organizaciones sienten que sus negocios se ven amenazados por los comentarios negativos, por lo que pueden recurrir al astroturfing para acallarlos.Los comentarios en línea de los empleados que practican el astroturfing también pueden influir en la discusión a través de la influencia del pensamiento grupal.

### Justificación
Algunos agentes de astroturfing defienden su práctica.En relación con los "movimientos que se han organizado agresivamente para exagerar su influencia", el autor Ryan Sager dijo que esto "no es hacer trampa. Hacer todo lo que esté a su alcance para conseguir que su gente se presente es política básica".Según un ejecutivo de Porter/Novelli, "Habrá momentos en que la posición que defienda, sin importar lo bien enmarcada y respaldada que esté, no será aceptada por el público simplemente porque usted es quien es".

### Impacto en la sociedad
El experto en minería de datos Bing Liu (Universidad de Illinois, Chicago) estimó que un tercio de todas las reseñas de consumidores en Internet son falsas.Según The New York Times, esto ha dificultado la diferencia entre "sentimiento popular" y "opinión pública fabricada".Según un artículo en el Journal of Business Ethics, el astroturfing amenaza la legitimidad de los movimientos de base genuinos. Los autores argumentaron que el astroturfing que está "diseñado deliberadamente para cumplir agendas corporativas, manipular la opinión pública y dañar la investigación científica representa una grave falta de conducta ética".Un informe de 2011 descubrió que, a menudo, los participantes pagados de empresas competidoras se atacan entre sí en foros y abruman a los participantes habituales en el proceso.George Monbiot dijo que el software de gestión de personajes que apoya el astroturfing "podría destruir Internet como un foro para el debate constructivo".Un artículo en el Journal of Consumer Policy dijo que los reguladores y los responsables de las políticas debían ser más agresivos con el astroturfing. El autor dijo que esto socava la capacidad del público de informar a los clientes potenciales sobre productos de calidad inferior o prácticas comerciales inapropiadas, pero también señaló que las reseñas falsas eran difíciles de detectar.

## Historial de incidentes

### Orígenes
Aunque el término "astroturfing" todavía no se había desarrollado, un ejemplo temprano de la práctica se encuentra en el Acto 1, Escena 2 de la obra de Shakespeare Julio César. En la obra, Cayo Casio Longino escribe cartas falsas del "público" para convencer a Bruto de que asesine a Julio César.
El término "astroturfing" fue acuñado por primera vez en 1985 por el senador del Partido Demócrata de Texas Lloyd Bentsen cuando dijo: "un ciudadano de Texas puede notar la diferencia entre las bases y el AstroTurf... esto es correo generado".Bentsen estaba describiendo una "montaña de tarjetas y cartas" enviadas a su oficina para promover los intereses de la industria de seguros.

### Productos farmacéuticos
Los grupos de defensa de pacientes financiados por compañías biofarmacéuticas son comunes.En 1997, Schering Plough pagó a una firma de relaciones públicas, Schandwick International, para crear una coalición nacional de grupos de defensa de pacientes que promovieran el Rebotron de Schering, un tratamiento para la hepatitis C. Los grupos impulsaron un aumento de las pruebas como una forma de fabricar casos y presionaron a las legislaturas estatales para que cubrieran el tratamiento de $18,000. Los grupos también organizaron "líneas de información" telefónicas, con guiones escritos por la compañía farmacéutica, y distribuyeron folletos de "información para pacientes" que promocionaban terapias farmacológicas sobre otras alternativas y exageraban el peligro de la condición médica.Los fabricantes de medicamentos contra el sida comúnmente financian a organizaciones LGBTQ, que, a su vez, presionan para promover políticas que aumenten las ventas de medicamentos contra el sida. En 2019, el director de comunicaciones de AIDS United, una coalición de organizaciones de servicios contra el sida con sede en Washington D. C., renunció, afirmando que dicha financiación crea conflictos de intereses entre los activistas de los derechos de los homosexuales.

### Tabaco
En respuesta a la aprobación de la legislación para el control del tabaco en los EE. UU., Philip Morris, Burson-Marsteller y otros grupos de interés del tabaco crearon la National Smokers Alliance (NSA) en 1993. La NSA y otros grupos de interés del tabaco iniciaron una agresiva campaña de relaciones públicas entre 1994 y 1999, en un intento de exagerar la apariencia de apoyo popular a los derechos de los fumadores. Según un artículo publicado en el Journal of Health Communication, la NSA tuvo un éxito desigual a la hora de derrotar proyectos de ley que perjudicaban los ingresos de los grupos de interés del tabaco.

### Internet
El correo electrónico, las llamadas telefónicas automatizadas, las cartas modelo e Internet hicieron que el astroturfing fuera más económico y prolífico a finales de los años 90.En 2001, mientras Microsoft se defendía de una demanda antimonopolio, Americans for Technology Leadership (ATL), un grupo fuertemente financiado por Microsoft, inició una campaña de envío de cartas. ATL se puso en contacto con los electores con el pretexto de realizar una encuesta y envió a los consumidores formularios y cartas de muestra a favor de Microsoft para que las enviaran a los legisladores involucrados. El esfuerzo fue diseñado para hacer que pareciera que había apoyo público para un fallo comprensivo en la demanda antimonopolio.
En enero de 2018, el usuario de YouTube Isaac Protiva subió un video en el que alegaba que el proveedor de servicios de Internet Fidelity Communications estaba detrás de una iniciativa llamada "Stop City-Funded Internet", basándose en cómo algunas imágenes en el sitio web Stop City-Funded Internet tenían "Fidelity" en sus nombres de archivo.La campaña parecía ser una respuesta a la ciudad de West Plains que expandía su red de banda ancha y abogó por el fin de la banda ancha municipal sobre la base de que era demasiado riesgosa.Días después, Fidelity publicó una carta admitiendo patrocinar la campaña.

### Política
En 2009-2010, un estudio de investigación de la Universidad de Indiana desarrolló un sistema de software para detectar el astroturfing en Twitter (actual X) debido a la sensibilidad del tema en el período previo a las elecciones intermedias de 2010 en Estados Unidos y las suspensiones de cuentas en la plataforma de redes sociales. El estudio citó un número limitado de ejemplos, todos ellos promoviendo políticas y candidatos conservadores.
En 2003, GOPTeamLeader.com ofreció a los usuarios del sitio "puntos" que podían canjearse por productos si firmaban una carta modelo promocionando a George W. Bush y conseguían que un periódico local la publicara como carta al editor. Más de 100 periódicos publicaron una carta idéntica al editor desde el sitio con diferentes firmas. GeorgeWBush.com y MoveOn.org utilizaron campañas similares para promocionar la película Fahrenheit 9/11 de Michael Moore.La campaña "Fix the Debt" del Comité para un Presupuesto Federal Responsable abogó por reducir la deuda gubernamental sin revelar que sus miembros eran lobistas o empleados de alto rango en corporaciones que tienen como objetivo reducir el gasto federal.También envió artículos de opinión a varios estudiantes que se publicaron tal como estaban.
Algunas organizaciones del movimiento Tea Party han sido acusadas de estar manipuladas artificialmente.
En octubre y noviembre de 2018, la empresa de marketing conservadora Rally Forge creó lo que The New Yorker describió como "un falso grupo de fachada de izquierda, America Progress Now, que promovió a los candidatos del Partido Verde en línea en 2018, aparentemente para dañar a los demócratas en varias contiendas".Sus anuncios en Facebook usaban memes y lemas socialistas para atacar a los demócratas e instar a la votación de protesta de terceros partidos en varias contiendas reñidas, incluida la elección para gobernador de Wisconsin de 2018.
En 2018, Jeff Ballabon, un activista republicano de unos 50 años, creó un sitio web llamado "Jexodus", que afirmaba estar formado por "orgullosos judíos millennials cansados de vivir en la esclavitud de la política de izquierdas".El sitio web fue denunciado como "probablemente un esfuerzo improvisado en lugar de un verdadero movimiento de base". El sitio web se registró el 5 de noviembre de 2018, antes de las elecciones al Congreso, y antes de que los representantes acusados de antisemitismo hubieran sido elegidos.Posteriormente, Donald Trump citó este sitio web como si fuera un movimiento auténtico.
En enero de 2021, un equipo dirigido por Mohsen Mosleh llevó a cabo una campaña de astroturfing con orientación política en Twitter, utilizando "un conjunto de cuentas de bots con apariencia humana"; cada bot buscaría usuarios que publicaran enlaces que los investigadores consideraran noticias falsas, y "tuitearía un mensaje de respuesta pública al tuit del usuario que contenía el enlace a la historia falsa". Se realizaron 1.586 respuestas spam en el transcurso de catorce días, hasta que Twitter detectó y suspendió todas las cuentas de bots.
Durante 2024 en Colombia se ha planteado que ciertas críticas a la reforma a salud, podrían no ser espontáneas, y en cambio corresponder a campañas de astroturfing ejecutadas por agencias de relaciones públicas como Edelman vía empleadas e influencers como "Missmelindres". Aunque la involucrada y trabajadora de esa empresa de relaciones públicas insiste en otra versión

### Medio ambiente
Los hermanos Koch crearon un grupo de defensa pública para impedir el desarrollo de turbinas eólicas en alta mar en Massachusetts. La familia Kennedy también participó.
Los esfuerzos corporativos para movilizar al público contra la regulación ambiental se aceleraron en los EE. UU. después de la elección del presidente Barack Obama.
En 2014, la organización de medios conservadora Toronto Sun publicó un artículo acusando a Rusia de utilizar tácticas artificiales para fomentar el sentimiento antifracking en Europa y Occidente, supuestamente con el fin de mantener el dominio en las exportaciones de petróleo a través de Ucrania.
En Canadá, una coalición de ejecutivos de compañías de petróleo y gas, agrupadas bajo la Asociación Canadiense de Productores de Petróleo, también inició una serie de acciones canadienses para defender la industria del petróleo y el gas en Canadá, a través de los medios tradicionales y las redes sociales, y utilizando campañas en línea para generar apoyo público para proyectos de energía de combustibles fósiles.

### Comercial
En 2006, dos empleados de Edelman crearon un blog llamado "Wal-Marting Across America" sobre dos personas que viajaban a Wal-Marts en todo el país. El blog daba la apariencia de estar operado por consumidores espontáneos, pero en realidad estaba operado en nombre de Working Families for Walmart, un grupo financiado por Wal-Mart.En 2007, Ask.com lanzó una campaña publicitaria contra Google que retrataba a Google como un "monopolio de la información" que estaba dañando Internet. El anuncio fue diseñado para dar la apariencia de un movimiento popular y no reveló que estaba financiado por un competidor.
En 2010, la Comisión Federal de Comercio resolvió una queja con Reverb Communications, que estaba utilizando pasantes para publicar reseñas favorables de productos en la tienda iTunes de Apple para los clientes.En septiembre de 2012, uno de los primeros casos importantes identificados de astroturfing en Finlandia involucró críticas sobre el costo de un sistema de información de pacientes de 1.800 millones de euros, que fue defendido por identidades falsas en línea operadas por los proveedores involucrados.
En septiembre de 2013, el fiscal general de Nueva York, Eric T. Schneiderman, anunció un acuerdo con 19 empresas para evitar el astroturfing. "El 'astroturfing' es la versión del siglo XXI de la publicidad engañosa, y los fiscales tienen muchas herramientas a su disposición para ponerle fin", dijo Scheiderman. Las empresas pagaron 350.000 dólares para resolver el asunto, pero el acuerdo abrió también la puerta a demandas privadas. "Cada estado tiene alguna versión de los estatutos que utilizó Nueva York", según el abogado Kelly H. Kolb. "Lo que ha hecho el fiscal general de Nueva York es, tal vez, haber dado a los abogados privados una hoja de ruta para presentar demandas".

### Patrocinado por el estado
Una serie de televisión de Al Jazeera, The Lobby, documentó el intento de Israel de promover una retórica más amistosa y pro-Israel para influir en las actitudes de la juventud británica, en parte influyendo en organismos políticos ya establecidos, como la Unión Nacional de Estudiantes y el Partido Laborista, pero también creando nuevos grupos pro-Israel cuya afiliación con la administración israelí se mantuvo en secreto.
En 2008, una experta en asuntos chinos, Rebecca MacKinnon, estimó que el gobierno chino empleaba a 280.000 personas en una operación de astroturfing patrocinada por el gobierno, cuyo fin era publicar propaganda a favor del gobierno en las redes sociales y ahogar las voces disidentes.
En junio de 2010, la Fuerza Aérea de los Estados Unidos solicitó un software de "gestión de personas" que "permitiría a un operador controlar a varias personas en línea diferentes desde la misma estación de trabajo y sin temor a ser descubierto por adversarios sofisticados. Las personas deben poder parecer originarias de casi cualquier parte del mundo y pueden interactuar a través de servicios en línea convencionales y plataformas de redes sociales..."El contrato de 2,6 millones de dólares fue otorgado a Ntrepid para el software de astroturfing que el ejército usaría para difundir propaganda proestadounidense en Oriente Medio e interrumpir la propaganda y el reclutamiento extremista. Se cree que el contrato fue otorgado como parte de un programa llamado Operation Earnest Voice, que se desarrolló inicialmente como un arma de guerra psicológica contra la presencia en línea de grupos que se oponían a las fuerzas de la coalición.
El 11 de abril de 2022, siete semanas después de la invasión rusa de Ucrania, la BBC publicó los resultados de una investigación de una red de grupos de Facebook cuyo objetivo general era promover al presidente ruso Vladímir Putin como un héroe que se enfrenta a Occidente con un apoyo internacional abrumador. Se analizaron los miembros, las actividades y las interrelaciones de 10 grupos públicos pro-Putin con más de 650.000 miembros en el momento de redactar este artículo, que ostentan nombres como Vladimir Putin, líder del mundo libre. Durante un mes, los investigadores contaron 16.500 publicaciones, que recibieron más de 3,6 millones de interacciones. La campaña "crea la apariencia de un apoyo generalizado a Putin y al Kremlin a la sombra de la invasión y se basa en... cuentas no auténticas para lograr su objetivo", según un informe. El investigador principal, Moustafa Ayad, describió la red y su práctica de utilizar decenas de cuentas duplicadas, en posible violación de las reglas de Facebook sobre comportamiento no auténtico, como un ejemplo de astroturfing.